# 葉先圖基
44°02′N 42°51′E / 44.033°N 42.850°E
葉先圖基（Yessentuki）是俄羅斯斯塔夫羅波爾邊疆區南部的一個城市，位於五山城以西17公里。2002年人口81,758人。
1825年建立。1917年建市並改現名。為一溫泉城市。